# عزیز رعنا
شخصیت تاریخی و افسانه‌ای
قبیله آردکپان: آردکپان‌ها از ترکمانان اغوز (قشقایی) شامل چند تیره (ذوالفقارلو، عسکرلو، ایسبلو، کوولی، قره‌قوینلو) است.

## کتابها
- دو چهره آزادی آمریکا کمبریج: انتشارات دانشگاه هاروارد، 2010. شابک ‏۹۷۸−۰۶۷۴۰۴۸۹۷۳
- بازپس گیری آزادی. Haymarket Books, 2024. شابک ‎۹۷۸−۱۹۴۶۵۱۱۸۰۵
- الزامات قانون اساسی: چگونه آمریکایی ها به سندی تبدیل شدند که آنها را شکست می دهد. انتشارات دانشگاه شیکاگو، 2024. شابک ‎۹۷۸−۰۲۲۶۳۵۰۷۲۱